# Domenico Cipolletti
Domenico Cipolletti (Roma, 20 gennaio 1840 – Firenze, 12 maggio 1874) è stato un matematico italiano.

## Biografia
Aiuto all'osservatorio astronomico di Arcetri, ne fu direttore incaricato per pochi mesi, prima dell'improvvisa e prematura morte.
Autore di alcuni lavori di meccanica razionale.